# Ryan Theriot
Ryan Stewart Theriot (né le 7 décembre 1979 à Bâton-Rouge, Louisiane, États-Unis) est un joueur d'arrêt-court et de deuxième but au baseball qui évolue en Ligue majeure de 2005 à 2012. Après la conquête de la Série mondiale 2011 avec les Cardinals de Saint-Louis, il fait partie de l'équipe des Giants de San Francisco championne de la Série mondiale 2012.
Theriot est surnommé « The Riot » (l'émeute) depuis son enfance. 

## Carrière

### Scolaire et universitaire
Après des études secondaires à la Broadmoor High School de Bâton-Rouge, il joue au baseball pour l'Université d'État de Louisiane. Il est nommé dans l'équipe type des College World Series en 2000. 

### Professionnelle

#### Cubs de Chicago
Ryan Theriot est drafté le 5 juin 2001 par les Cubs de Chicago au 3e tour. Il opère alors principalement en deuxième base et c'est à ce poste qu'il fait ses débuts en Ligue majeure le 13 septembre 2005. Il devient titulaire chez les Cubs au poste d'arrêt-court en 2007.
Ce solide frappeur affiche une moyenne au bâton de 0,307 en 2008 pour un seul coup de circuit et 73 buts-sur-balles.

#### Dodgers de Los Angeles
Le 31 juillet 2010, les Cubs échangent Theriot et le vétéran lanceur gaucher Ted Lilly aux Dodgers de Los Angeles en retour du deuxième but Blake DeWitt et des lanceurs droitiers Kyle Smit et Brett Wallach.

### Cardinals de Saint-Louis
Le 30 novembre 2010, Theriot passe aux Cardinals de Saint-Louis en retour du lanceur Blake Hawksworth. 
Il frappe pour ,271 avec 47 points produits pour les Cardinals et participe à la conquête de la Série mondiale 2011 gagnée sur les Rangers du Texas. Au cours de la première ronde éliminatoire, la Série de divisions qui oppose Saint-Louis aux Phillies de Philadelphie, Theriot frappe pour ,600 avec six coups sûrs en 10 présences au bâton.

### Giants de San Francisco
En janvier 2012, Theriot obtient des Giants de San Francisco un contrat d'une saison.

## Statistiques
| Saison | Équipe       | G   | AB   | R   | H   | 2B | 3B | HR | RBI | SB  | BA   |
| ------ | ------------ | --- | ---- | --- | --- | -- | -- | -- | --- | --- | ---- |
| 2005   | Chicago Cubs | 9   | 13   | 3   | 2   | 1  | 0  | 0  | 0   | 0   | .154 |
| 2006   | Chicago Cubs | 53  | 134  | 34  | 44  | 11 | 3  | 3  | 16  | 13  | .328 |
| 2007   | Chicago Cubs | 148 | 537  | 80  | 143 | 30 | 2  | 3  | 45  | 28  | .317 |
| 2008   | Chicago Cubs | 149 | 580  | 85  | 178 | 19 | 4  | 1  | 38  | 22  | .307 |
| 2009   | Chicago Cubs | 154 | 602  | 81  | 171 | 20 | 5  | 7  | 54  | 21  | .306 |
| 2010   | Chicago Cubs | 96  | 388  | 45  | 110 | 10 | 2  | 1  | 21  | 16  | .284 |
| 2010   | LA Dodgers   | 54  | 198  | 27  | 48  | 5  | 0  | 1  | 8   | 4   | .242 |
| Totaux | Totaux       | 663 | 2452 | 355 | 696 | 96 | 16 | 16 | 182 | 104 | .284 |

| Saison | Équipe       | G | AB | R | H | 2B | 3B | HR | RBI | SB | BA   |
| ------ | ------------ | - | -- | - | - | -- | -- | -- | --- | -- | ---- |
| 2007   | Chicago Cubs | 3 | 12 | 0 | 3 | 0  | 0  | 0  | 1   | 1  | .250 |
| 2008   | Chicago Cubs | 3 | 11 | 0 | 3 | 0  | 0  | 0  | 0   | 0  | .273 |
| Totaux | Totaux       | 6 | 23 | 0 | 6 | 0  | 0  | 0  | 1   | 1  | .261 |

Note : G = Matches joués ; AB = Passages au bâton; R = Points ; H = Coups sûrs ; 2B = Doubles ; 3B = Triples ; 
HR = Coup de circuit ; RBI = Points produits ; SB = Buts volés ; BA = Moyenne au bâton.